# Dançando Lambada
Singles de Kaoma
Lambada
(1989) Mélodie d'amour
(1990)
Dançando Lambada est une chanson du groupe franco-brésilien Kaoma, interprétée par la chanteuse brésilienne Loalwa Braz. Elle est sortie le 6 octobre 1989 chez CBS Disques en tant que deuxième single du premier album de Kaoma, Worldbeat.
La chanson connaît le succès à travers l'Europe, se classant notamment à la 2e place en Finlande, la 4e place en France et aux Pays-Bas, la 6e en Suisse et la 7e en Espagne, mais ne réussit pas à reproduire le succès du précédent single du groupe, Lambada.

## Liste des titres
| A. | Dançando Lambada | 3:48 |
| B. | Lamba caribe     | 3:35 |

## Classements et certifications
| Classement (1989–90)                   | Meilleure position |
| -------------------------------------- | ------------------ |
| Allemagne de l'Ouest (Media Control)   | 18                 |
| Autriche (Ö3 Austria Top 40)           | 17                 |
| Belgique (Flandre Ultratop 50 Singles) | 11                 |
| Espagne (AFYVE)                        | 7                  |
| États-Unis (Hot Latin 50)              | 3                  |
| Europe (Eurochart Hot 100)             | 11                 |
| Finlande (Suomen virallinen lista)     | 2                  |
| France (SNEP)                          | 4                  |
| Irlande (IRMA)                         | 11                 |
| Pays-Bas (Nederlandse Top 40)          | 4                  |
| Pays-Bas (Nationale Hitparade)         | 5                  |
| Royaume-Uni (UK Singles Chart)         | 62                 |
| Suisse (Schweizer Hitparade)           | 6                  |

| Classement (1989)              | Position |
| ------------------------------ | -------- |
| Belgique (Flandre Ultratop)    | 79       |
| France (SNEP)                  | 22       |
| Pays-Bas (Nationale Hitparade) | 79       |

| Classement (1990)             | Position |
| ----------------------------- | -------- |
| États-Unis (Hot Latin 50)     | 25       |
| Pays-Bas (Nederlandse Top 40) | 96       |

### Certification
| Pays                                                             | Certification | Ventes certifiées |
| ---------------------------------------------------------------- | ------------- | ----------------- |
| France (SNEP)                                                    | Argent        | 200 000*          |
| *Ventes selon la certification xNon précisé par la certification |               |                   |